# Jiří Zemánek (právník)
Jiří Zemánek (* 28. května 1950 Praha) je český právník specializující se na evropské právo, v letech 2014 až 2024 soudce Ústavního soudu.

## Život
V roce 1973 absolvoval Obchodní fakultu Vysoké školy ekonomické v Praze. O rok později absolvoval Právnickou fakultu Univerzity Karlovy. Na Ústavu státu a práva Československé akademie věd získal ještě titul kandidáta věd. Od roku 1993 vyučuje na Katedře evropského práva Právnické fakulty Univerzity Karlovy.
Odborně se věnuje zejména evropskému právu, ale také vymezení ústavní autonomie členských států Evropské unie a harmonizaci právních předpisů unie a národních států.
V letech 1998–2006 byl členem Legislativní rady vlády. V letech 1999–2002 byl členem Rady ministra zahraničních věcí České republiky pro komunikaci přistoupení České republiky k Evropské unii. V rámci pracovní skupiny se také podílel na přípravě tzv. euronovely Ústavy České republiky. V letech 2001–2006 působil jako předseda české odbočky Sdružení pro mezinárodní právo.
V roce 2013 jej prezident Miloš Zeman navrhl na místo soudce Ústavního soudu České republiky s tím, že může soud obohatit o vědomosti z oblasti evropského práva, které dosud soudu chybí. Dne 26. listopadu podpořil jeho kandidaturu ústavně právní výbor Senátu. Následně získal 17. prosince rovněž podporu senátního výboru pro lidská práva. O den později jeho jmenování schválilo i plénum Senátu, když se pro něj vyslovilo 53 senátorů ze 72 hlasujících. Prezident Miloš Zeman jej do funkce soudce Ústavního soudu jmenoval dne 20. ledna 2014 na Pražském Hradě. Mandát ústavního soudce mu skončil v lednu 2024.
Byl oceněn titulem Jean Monnet Professor of European Law.